# Al-Ain Sports and Cultural Club 2023-2024
Questa voce raccoglie le informazioni riguardanti l'Al-Ain Sports and Cultural Club nelle competizioni ufficiali della stagione 2023-2024.

## Maglie e sponsor
- Sponsor tecnico: Nike
- Sponsor: FAB (principale) / Solutions Plus[1] (manica sinistra) / EIH – Ethmar International Holding[2] (retro) / Nirvana Travel & Tourism[3] (pantaloncini)

| Casa | Trasferta |  | Portiere 1 |  | Portiere 2 |  | Portiere 3 |

## Organigramma societario

### Staff dirigenziale
| Posizione | Nome                                  |
| --- | ------------------------------------- |
| Presidente | Mohammed bin Zayed Al Nahyan          |
| Vice-presidente Presidente del consiglio di amministrazione                                                          | Hazza bin Zayed bin Sultan Al Nahyan  |
| Vice-presidente del Consiglio di amministrazione Presidente del Comitato esecutivo Presidente del Comitato direttivo | Sultan bin Hamdan bin Zayed Al Nahyan |
| Membro del Comitato Direttivo                                                                                        | Mohammad Obaid Hammad                 |
| Membro del Comitato Direttivo                                                                                        | Awad Al Kaabi                         |
| Membro del Comitato Direttivo                                                                                        | Matar Al Darmaki                      |
| Membro del Comitato Direttivo                                                                                        | Mohamed Al Mahmood                    |

Fonte:Al Ain Club

### Staff tecnico
| Posizione            | Nome                                                       |
| -------------------- | ---------------------------------------------------------- |
| Allenatore           | Hernán Crespo                                              |
| Assistenti           | Juan Branda Nicolás Domínguez Ahmed Abdullah               |
| Capo Analista        | Carles Martínez                                            |
| Analista             | Tiago Freire                                               |
| Allenatore Portieri  | Gustavo Nepote                                             |
| Preparatore Atletico | Federico Martinetti                                        |
| Allenatore Under-21  | Ismail Ahmed                                               |
| Fisioteripista       | Santiago Thompson Felipe Perseu Pianca Abdelnasser Aljohny |
| Medico Sociale       | Nikos Tzouroudis                                           |
| Nutrizionista        | Ricardo Pinto                                              |
| Scout                | Daniele Di Napoli                                          |
| Team manager         | Ahmed Al Shamsi                                            |
| Supervisore squadra  | Abdullah Al Shamsi                                         |

## Rosa
Aggiornata al 14 dicembre 2023
| N. |                                | Ruolo | Calciatore          |
| -- | ------------------------------ | ----- | ------------------- |
| 1  | Emirati Arabi Uniti (bandiera) | P     | Mohammed Abo Sandah |
| 3  | Emirati Arabi Uniti (bandiera) | D     | Kouame Autonne      |
| 4  | Emirati Arabi Uniti (bandiera) | D     | Mohammed Ali Shaker |
| 5  | Corea del Sud (bandiera)       | C     | Park Yong-woo       |
| 6  | Emirati Arabi Uniti (bandiera) | C     | Yahia Nader         |
| 7  | Israele (bandiera)             | C     | Omer Atzili         |
| 8  | Emirati Arabi Uniti (bandiera) | C     | Mohammed Abbas      |
| 9  | Togo (bandiera)                | A     | Kodjo Fo-Doh Laba   |
| 10 | Paraguay (bandiera)            | C     | Kaku                |
| 11 | Emirati Arabi Uniti (bandiera) | C     | Bandar Al-Ahbabi    |
| 12 | Emirati Arabi Uniti (bandiera) | P     | Sultan Al-Mantheri  |
| 13 | Emirati Arabi Uniti (bandiera) | C     | Ahmed Barman        |
| 15 | Emirati Arabi Uniti (bandiera) | D     | Erik                |
| 16 | Emirati Arabi Uniti (bandiera) | D     | Khalid Al-Hashemi   |
| 17 | Emirati Arabi Uniti (bandiera) | P     | Khalid Eisa         |
| 18 | Emirati Arabi Uniti (bandiera) | C     | Khalid Al-Balochi   |
| 20 | Argentina (bandiera)           | C     | Matías Palacios     |

| N. |                                | Ruolo | Calciatore          |
| -- | ------------------------------ | ----- | ------------------- |
| 21 | Marocco (bandiera)             | C     | Soufiane Rahimi     |
| 22 | Emirati Arabi Uniti (bandiera) | C     | Falah Waleed        |
| 26 | Emirati Arabi Uniti (bandiera) | C     | Ahmed Al-Qatesh     |
| 27 | Emirati Arabi Uniti (bandiera) | C     | Sultan Al-Shamsi    |
| 30 | Emirati Arabi Uniti (bandiera) | C     | Hazem Mohammad      |
| 36 | Emirati Arabi Uniti (bandiera) | P     | Amer Al-Faresi      |
| 42 | Emirati Arabi Uniti (bandiera) | C     | Jonatas Santos      |
| 44 | Emirati Arabi Uniti (bandiera) | D     | Saeed Juma          |
| 46 | Mali (bandiera)                | D     | Dramane Koumare     |
| 50 | Emirati Arabi Uniti (bandiera) | D     | Manea Al-Shamsi     |
| 66 | Emirati Arabi Uniti (bandiera) | D     | Mansour Al-Shamsi   |
| 70 | Guinea (bandiera)              | C     | Abdoul Karim Traoré |
| 77 | Nigeria (bandiera)             | A     | Rilwanu Sarki       |
| 90 | Emirati Arabi Uniti (bandiera) | A     | Eisa Khalfan        |
| 99 | Rep. del Congo (bandiera)      | A     | Josna Loulendo      |

## Calciomercato

### Acquisti
| Num. | Posizione | Giocatore            | Squadra       | Prezzo        | Data           | Nota   |
| ---- | --------- | -------------------- | ------------- | ------------- | -------------- | ------ |
| 7    | ATT.      | Omer Atzili          | Maccabi Haifa | €2,000,000    | 9 giugno 2023  | [ 10 ] |
| 77   | ATT.      | Rilwanu Sarki U21    | Mahanaim      | Sconosciuto   | 18 giugno 2023 | [ 11 ] |
| 14   | DIF.      | Khalid Al-Hashemi    | Baniyas       | Sconosciuto   | 20 giugno 2023 | [ 12 ] |
| 10   | CEN.      | Kaku                 | Al-Taawoun    | €5,000,000    | 28 giugno 2023 | [ 13 ] |
| 30   | CEN.      | Mohammed Khalfan     | Al-Bataeh     | Fine prestito | 1 luglio 2023  |        |
| 27   | CEN.      | Sultan Al-Shamsi     | Al-Nasr       | Fine prestito | 1 luglio 2023  |        |
| 4    | DIF.      | Mohammed Shaker      | Al-Nasr       | Fine prestito | 1 luglio 2023  |        |
| 33   | DIF.      | Gianluca Santini U21 | Masfut        | Fine prestito | 1 luglio 2023  |        |
| 5    | CEN.      | Park Yong-woo        | Ulsan HD      | €1,000,000    | 16 luglio 2023 | [ 14 ] |
| –    | DIF.      | Yohan Gonzalez U19   | Zamora FC     | Sconosciuto   | 19 luglio 2023 |        |

### Cessioni
| Num. | Posizione | Giocatore            | Squadra         | Prezzo                 | Data           | Nota          |
| ---- | --------- | -------------------- | --------------- | ---------------------- | -------------- | ------------- |
| 16   | DIF.      | Tin Jedvaj           | Lokomotiv Mosca | Fine prestito          | 13 giugno 2023 | [ 15 ]        |
| 10   | CEN.      | Andriy Yarmolenko    | Dinamo Kiev     | Trasferimento gratuito | 13 giugno 2023 | [ 16 ]        |
| 7    | ATT.      | Caio Canedo          | Al-Wasl         | Trasferimento gratuito | 13 giugno 2023 | [ 17 ]        |
| 22   | DIF.      | Saeed Ahmed          | Khor Fakkan     | Trasferimento gratuito | 7 luglio 2023  | [ 18 ] [ 19 ] |
| 23   | DIF.      | Mohamed Ahmed        | Al-Bataeh       | Trasferimento gratuito | 7 luglio 2023  | [ 20 ] [ 21 ] |
| 33   | DIF.      | Gianluca Santini U21 | Dibba Al Hisn   | Trasferimento gratuito | 11 luglio 2023 | [ 22 ]        |
| 2    | DIF.      | Danilo Arboleda      | Al-Ahli Doha    | Svincolato             | 14 luglio 2023 | [ 23 ]        |
| 29   | DIF.      | Omar Saeed           | Khor Fakkan     | Trasferimento gratuito | 15 agosto 2023 | [ 24 ]        |

### Prestiti in uscita
| Num. | Pos. | Nome                 | Squadra         | Inizio         | Fine                | Nota          |
| ---- | ---- | -------------------- | --------------- | -------------- | ------------------- | ------------- |
| 30   | CEN. | Mohammed Khalfan     | Khor Fakkan     | 23 luglio 2023 | Fine della stagione | [ 25 ]        |
| 72   | ATT. | Mohamed Awadalla U21 | Khor Fakkan     | 1 agosto 2023  | Fine della stagione | [ 26 ]        |
| 34   | DIF. | Rafael Pereira       | Khor Fakkan     | 18 agosto 2023 | Fine della stagione | [ 27 ] [ 28 ] |
| 2    | CEN. | El Mehdi El Moubarik | Raja Casablanca | 18 agosto 2023 | Fine della stagione | [ 29 ]        |

## Statistiche

### Statistiche di squadra
Di seguito le statistiche di squadra aggiornate al 25 luglio 2024.
| Competizione         | Punti | In casa | In casa | In casa | In casa | In casa | In casa | In trasferta | In trasferta | In trasferta | In trasferta | In trasferta | In trasferta | Totale | Totale | Totale | Totale | Totale | Totale | DR  |
| Competizione         | Punti | G       | V       | N       | P       | Gf      | Gs      | G            | V            | N            | P            | Gf           | Gs           | G      | V      | N      | P      | Gf     | Gs     | DR  |
| -------------------- | ----- | ------- | ------- | ------- | ------- | ------- | ------- | ------------ | ------------ | ------------ | ------------ | ------------ | ------------ | ------ | ------ | ------ | ------ | ------ | ------ | --- |
| UAE ADNOC Pro League | 45    | 14      | 6       | 2       | 6       | 29      | 24      | 12           | 8            | 1            | 3            | 25           | 13           | 26     | 14     | 3      | 9      | 54     | 37     | +17 |
| Coppa del Presidente | -     | 1       | 1       | 0       | 0       | 1       | 0       | 1            | 0            | 0            | 1            | 1            | 2            | 2      | 1      | 0      | 1      | 2      | 2      | 0   |
| UAE Arabian Gulf Cup | -     | 3       | 1       | 0       | 2       | 3       | 5       | 4            | 3            | 0            | 1            | 9            | 1            | 7      | 4      | 0      | 3      | 12     | 6      | +6  |
| AFC Champions League | 15    | 7       | 6       | 0       | 1       | 21      | 10      | 7            | 3            | 1            | 3            | 13           | 11           | 14     | 9      | 1      | 4      | 34     | 21     | +11 |
| Totale               | -     | 25      | 14      | 2       | 9       | 54      | 39      | 24           | 14           | 2            | 8            | 48           | 27           | 49     | 28     | 4      | 17     | 102    | 66     | +36 |

### Statistiche individuali
| Num.           | Pos.           | Naz.                           | Giocatore           | UAE ADNOC Pro League | UAE ADNOC Pro League | Coppa del Presidente | Coppa del Presidente | UAE Arabian Gulf Cup | UAE Arabian Gulf Cup | Champions League | Champions League | Totale   | Totale   | Cartellini | Cartellini |          |
| Num.           | Pos.           | Naz.                           | Giocatore           | App.                 | Goal                 | App.                 | Goal                 | App.                 | Goal                 | App.             | Goal             | App.     | Goal     |            |            |          |
| Portieri       | Portieri       | Portieri                       | Portieri            | Portieri             | Portieri             | Portieri             | Portieri             | Portieri             | Portieri             | Portieri         | Portieri         | Portieri | Portieri | Portieri   | Portieri   | Portieri |
| -------------- | -------------- | ------------------------------ | ------------------- | -------------------- | -------------------- | -------------------- | -------------------- | -------------------- | -------------------- | ---------------- | ---------------- | -------- | -------- | ---------- | ---------- | -------- |
| 1              | Portiere       | Emirati Arabi Uniti (bandiera) | Mohammed Abo Sandah | 6                    | 0                    | 0                    | 0                    | 2                    | 0                    | 1                | 0                | 9        | 0        | 0          | 0          |          |
| 12             | Portiere       | Emirati Arabi Uniti (bandiera) | Sultan Al-Mantheri  | 1                    | 0                    | 0                    | 0                    | 1                    | 0                    | 0                | 0                | 1        | 0        | 0          | 0          |          |
| 17             | Portiere       | Emirati Arabi Uniti (bandiera) | Khalid Eisa         | 20                   | 0                    | 2                    | 0                    | 5                    | 0                    | 13               | 0                | 40       | 0        | 1          | 0          |          |
| Difensori      |                |                                |                     |                      |                      |                      |                      |                      |                      |                  |                  |          |          |            |            |          |
| 3              | Difensore      | Emirati Arabi Uniti (bandiera) | Kouame Autonne      | 20                   | 2                    | 2                    | 0                    | 6                    | 1                    | 13               | 2                | 41       | 5        | 5          | 1          |          |
| 4              | Difensore      | Emirati Arabi Uniti (bandiera) | Mohammed Shaker     | 9                    | 0                    | 0                    | 0                    | 4                    | 0                    | 4                | 0                | 17       | 0        | 2          | 0          |          |
| 15             | Difensore      | Emirati Arabi Uniti (bandiera) | Erik Jorgens        | 21                   | 1                    | 1                    | 0                    | 6                    | 0                    | 8                | 2                | 36       | 3        | 5          | 0          |          |
| 16             | Difensore      | Emirati Arabi Uniti (bandiera) | Khalid Al-Hashemi   | 16                   | 0                    | 2                    | 0                    | 3                    | 0                    | 13               | 0                | 34       | 0        | 3          | 0          |          |
| 40             | Difensore      | Emirati Arabi Uniti (bandiera) | Khaled Ali          | 6                    | 0                    | 0                    | 0                    | 0                    | 0                    | 4                | 0                | 10       | 0        | 0          | 0          |          |
| 44             | Difensore      | Emirati Arabi Uniti (bandiera) | Saeed Juma          | 15                   | 0                    | 1                    | 0                    | 2                    | 0                    | 7                | 0                | 25       | 0        | 1          | 0          |          |
| 46             | Difensore      | Mali (bandiera)                | Dramane Koumare     | 14                   | 0                    | 1                    | 0                    | 2                    | 0                    | 0                | 0                | 17       | 0        | 1          | 0          |          |
| 50             | Difensore      | Emirati Arabi Uniti (bandiera) | Manea Al Shamsi     | 1                    | 0                    | 0                    | 0                    | 0                    | 0                    | 0                | 0                | 0        | 0        | 0          | 0          |          |
| 66             | Difensore      | Emirati Arabi Uniti (bandiera) | Mansour Al Shamsi   | 2                    | 0                    | 0                    | 0                    | 1                    | 0                    | 3                | 0                | 6        | 0        | 1          | 0          |          |
| Centrocampisti |                |                                |                     |                      |                      |                      |                      |                      |                      |                  |                  |          |          |            |            |          |
| 5              | Centrocampista | Corea del Sud (bandiera)       | Park Yong-woo       | 17                   | 1                    | 2                    | 0                    | 4                    | 0                    | 12               | 0                | 35       | 1        | 3          | 0          |          |
| 6              | Centrocampista | Emirati Arabi Uniti (bandiera) | Yahia Nader         | 13                   | 2                    | 2                    | 0                    | 3                    | 0                    | 11               | 0                | 29       | 2        | 2          | 0          |          |
| 7              | Centrocampista | Israele (bandiera)             | Omer Atzili         | 20                   | 4                    | 2                    | 0                    | 6                    | 2                    | 2                | 1                | 30       | 7        | 0          | 0          |          |
| 8              | Centrocampista | Emirati Arabi Uniti (bandiera) | Mohammed Abbas      | 11                   | 1                    | 1                    | 0                    | 4                    | 1                    | 12               | 1                | 28       | 3        | 4          | 0          |          |
| 10             | Centrocampista | Paraguay (bandiera)            | Kaku                | 20                   | 5                    | 2                    | 0                    | 3                    | 1                    | 11               | 4                | 36       | 10       | 3          | 0          |          |
| 11             | Centrocampista | Emirati Arabi Uniti (bandiera) | Bandar Al-Ahbabi    | 12                   | 1                    | 2                    | 0                    | 6                    | 0                    | 14               | 0                | 34       | 1        | 8          | 1          |          |
| 13             | Centrocampista | Emirati Arabi Uniti (bandiera) | Ahmed Barman        | 14                   | 0                    | 0                    | 0                    | 5                    | 0                    | 9                | 0                | 26       | 0        | 1          | 0          |          |
| 18             | Centrocampista | Emirati Arabi Uniti (bandiera) | Khalid Al-Balochi   | 13                   | 1                    | 1                    | 0                    | 3                    | 0                    | 4                | 1                | 21       | 2        | 2          | 0          |          |
| 20             | Centrocampista | Argentina (bandiera)           | Matías Palacios     | 16                   | 6                    | 1                    | 1                    | 5                    | 1                    | 9                | 0                | 31       | 8        | 3          | 0          |          |
| 21             | Centrocampista | Marocco (bandiera)             | Soufiane Rahimi     | 18                   | 8                    | 2                    | 0                    | 7                    | 2                    | 13               | 13               | 40       | 23       | 4          | 0          |          |
| 22             | Centrocampista | Emirati Arabi Uniti (bandiera) | Falah Waleed        | 11                   | 0                    | 0                    | 0                    | 3                    | 0                    | 9                | 0                | 22       | 0        | 0          | 0          |          |
| 26             | Centrocampista | Emirati Arabi Uniti (bandiera) | Ahmed Al-Qatesh     | 0                    | 0                    | 0                    | 0                    | 0                    | 0                    | 0                | 0                | 0        | 0        | 0          | 0          |          |
| 27             | Centrocampista | Emirati Arabi Uniti (bandiera) | Sultan Al-Shamsi    | 9                    | 3                    | 0                    | 0                    | 2                    | 1                    | 7                | 1                | 18       | 5        | 1          | 0          |          |
| 28             | Centrocampista | Ghana (bandiera)               | Solomon Sosu        | 6                    | 0                    | 0                    | 0                    | 2                    | 0                    | 0                | 0                | 8        | 0        | 0          | 0          |          |
| 30             | Centrocampista | Emirati Arabi Uniti (bandiera) | Hazem Mohammad      | 10                   | 1                    | 0                    | 0                    | 3                    | 0                    | 8                | 0                | 21       | 1        | 3          | 0          |          |
| 42             | Centrocampista | Brasile (bandiera)             | Jonatas Santos      | 10                   | 2                    | 0                    | 0                    | 4                    | 0                    | 2                | 0                | 16       | 2        | 2          | 2          |          |
| 70             | Centrocampista | Mali (bandiera)                | Abdoul Karim Traoré | 19                   | 1                    | 1                    | 0                    | 5                    | 1                    | 3                | 0                | 28       | 2        | 0          | 0          |          |
| 88             | Centrocampista | Ghana (bandiera)               | Hamid Mohamed       | 5                    | 0                    | 0                    | 0                    | 1                    | 0                    | 0                | 0                | 6        | 0        | 1          | 0          |          |
| Attaccanti     |                |                                |                     |                      |                      |                      |                      |                      |                      |                  |                  |          |          |            |            |          |
| 9              | Attaccante     | Togo (bandiera)                | Kodjo Laba          | 19                   | 12                   | 2                    | 0                    | 4                    | 2                    | 7                | 8                | 32       | 22       | 2          | 0          |          |
| 77             | Attaccante     | Nigeria (bandiera)             | Rilwanu Sarki       | 6                    | 0                    | 0                    | 0                    | 0                    | 0                    | 0                | 0                | 6        | 0        | 0          | 0          |          |
| 90             | Attaccante     | Emirati Arabi Uniti (bandiera) | Eisa Khalfan        | 1                    | 0                    | 0                    | 0                    | 0                    | 0                    | 4                | 1                | 5        | 1        | 1          | 0          |          |
| 99             | Attaccante     | Rep. del Congo (bandiera)      | Josna Loulendo      | 15                   | 3                    | 1                    | 1                    | 5                    | 2                    | 2                | 0                | 23       | 6        | 5          | 0          |          |